# Jan Denys
Jan Denys († 22 april 1567) was een geuzenkapitein in het Vlaamse Westkwartier aan het begin van de Tachtigjarige Oorlog.

## Leven
Denys, waarschijnlijk geboren in Woesten, was schout in Roesbrugge en bleef daar wonen nadat hij dit ambt was kwijtgeraakt. In mei 1566 kwam hij er in contact met de uit ballingschap teruggekeerde mutsenmaker Sebastiaan Matte. Op diens vraag beschermden Denys en Jan Camerlynck de eerste hagenpreek van Matte op 26 mei in Roesbrugge. De calvinistische predikant verscheen op 1 augustus 1566 met Denys en tweeduizend man, onder wie veel wevers uit Hondschote, voor de muren van Veurne, maar ze werden in weerwil van beloften niet binnengelaten. Enkele dagen later ontketende de troep van Matte de Beeldenstorm. Op 8 oktober ondernam Denys met vierduizend man een aanval op Veurne, maar hij werd afgeslagen. Een ommuurde stad kregen de geuzen zodoende niet in handen, ze keerden terug naar Hondschote.
Half december beslisten de protestantse predikanten van West-Vlaanderen op een vergadering in Nieuwkerke geleid door Pieter Datheen om een "evangelische militie" op te richten. Denys kreeg het bevel over de Vlamingen. Datheen gaf hem geld om een tweehonderd man te verzamelen. In Poperinge ronselde hij met de werftrommel openlijk vrijwilligers, ondanks tegenkanting van de autoriteiten. Hij stelde de inschrijvers een goed loon in het vooruitzicht, zonder zoals andere wervers de steun van vooraanstaande edellieden voor te spiegelen. Omdat de doelwitten van Denys' legertje niet langer binnen een dagmars lagen, telde het minder manschappen dan degenen die Veurne hadden belaagd. Op vraag van Hendrik van Brederode, die openlijk in opstand was gekomen, trok de troep van Denys op naar Doornik en het belegerde Valencijn. Op zijn tocht door Mesen, Komen, Wervik en Tourcoing wist het geuzenleger zich nog te versterken, maar stadhouder Maximiliaan Vilain had van hun komst gehoord en trad hen tegemoet nog vóór ze Doornik bereikten. In de Slag bij Wattrelos werd het geuzenleger op 27 december uiteengeslagen. Een Waalse calvinistische militie verloor twee dagen later de Slag bij Lannoy.
Als een van de weinigen ontkwam Denys aan het debacle van Wattrelos. Graaf Lamoraal van Egmont, stadhouder van Vlaanderen, vaardigde op 10 januari 1567 een aanhoudingsbevel tegen hem uit voor het ronselen van oorlogsknechten. Na een laatste overleg in een herberg in Nieuwkerke trok Denys door Vlaanderen naar Antwerpen, waar hij andere leiders als Matte en Datheen trof. Vervolgens ging hij naar Vianen om zich in dienst te stellen van Brederode, maar diens kapitein Lumey wees hem af. Op 1 maart nam hij deel aan een actie van de geuzen onder Jan van Marnix om zich meester te maken van Walcheren. Uiteindelijk geloofde de commandant van Fort Rammekens niet dat Marnix op last van koning of landvoogdes handelde en moesten de geuzen onverrichter zake terugkeren naar Antwerpen. Bij Oosterweel botsten ze op regeringstroepen en werden ze op 13 maart verslagen. De ernstig gewonde Denys viel in handen van de vijand en werd overgebracht naar Brussel.
Een akte getuigt van zijn opsluiting op 19 maart in de Steenpoort. Enkele dagen later werd hij overgebracht naar het kasteel van Vilvoorde. De ondervraging op last van Alva zal ongetwijfeld onder tortuur zijn verlopen. Ze mondde uit in een bekentenis, die een belangrijk document vormt over de begindagen van de geuzenopstand. Korte tijd nadien, op 22 april, werd Denys opgehangen op de Harenheide ten oosten van Brussel.